# Yenda
Yenda è una città della contea di Cooper nel Nuovo Galles del Sud.

## Economia
L'area agricola di Yenda è usata per lo più per i vitigni, che producono quasi il 70% del vino del Nuovo Galles del Sud.
Sono presenti poi le risaie alimentate dal sistema di irrigazione così come i frutteti, produzione di verdura e allevamenti di pollame.
Nelle vicinanze si trova il Parco Nazionale di Cocoparra.

## Infrastrutture e trasporti
La stazione ferroviaria di Yenda, ha aperto nel 1916, sulla Linea ferroviaria Temora–Roto, e ad oggi è chiusa. L'ufficio postale di Yenda aprì nel luglio del 1919..

## Galleria d'immagini

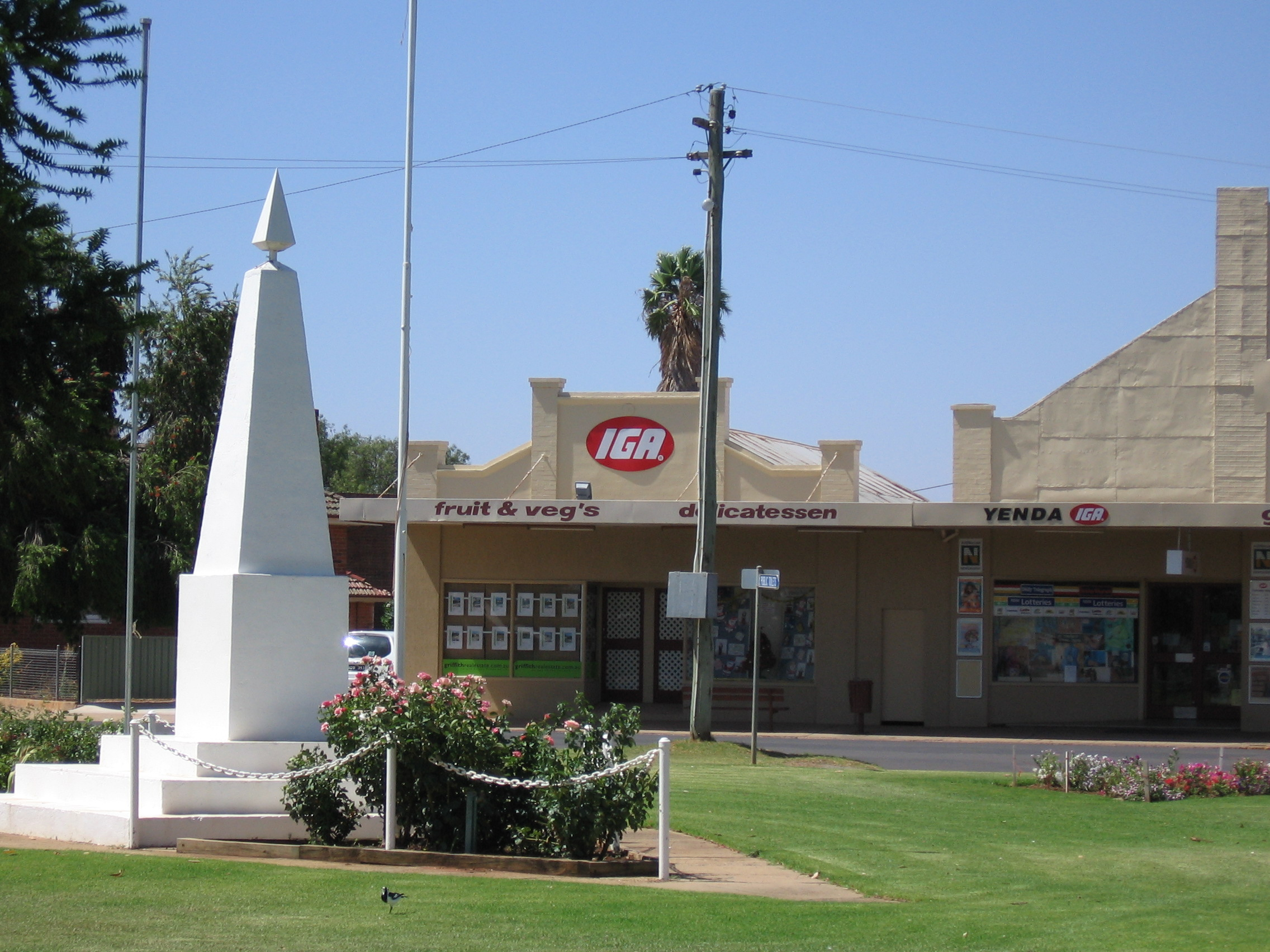
Il Parco memoriale di Yenda, con il supermercato IGA sullo sfondo.
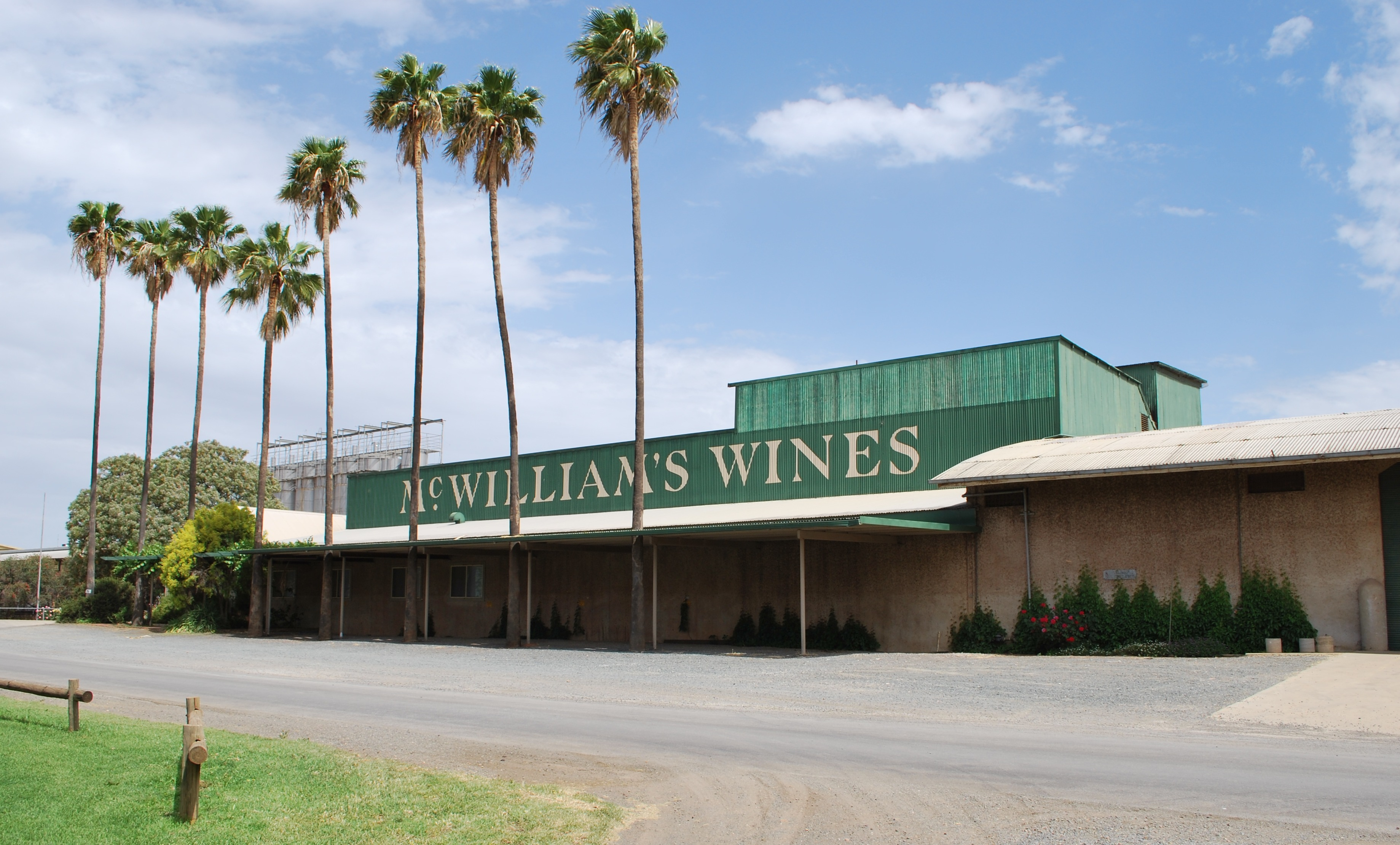
I vini McWilliam's
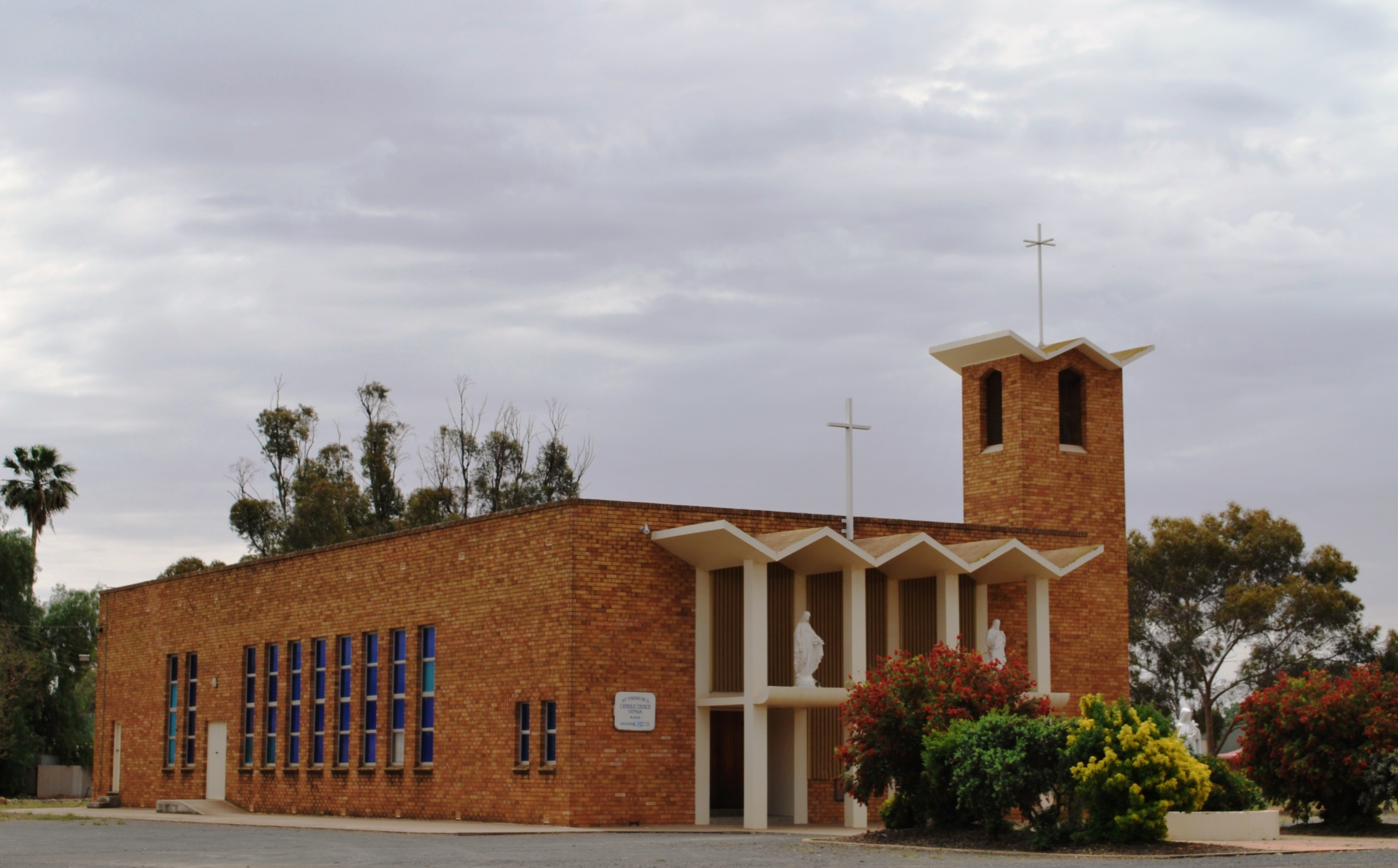
La chiesa cattolica di St Therese (Santa Teresa)